# آزمایش اتصال کوتاه
آزمایش اتصال کوتاه (انگلیسی: Short-circuit test) آزمایشی برای تعیین میزان پارامترهای سری مدار معادل ترانسفورماتور است.

## شیوه آزمایش
ابتدا سیم‌پیچ ثانویه را اتصال کوتاه می‌کنیم. سپس واتمتر را در طرف اولیه ترانسفورماتور قرار می‌دهیم. سپس آمپرمتر را به صورت سری در اولیه تعبیه می‌کنیم. ولتمتر نیز در طرف اولیه قرار می‌دهیم. زانگاه ترانسفورماتور متغیر را به اولیه وصل می‌کنیم. قبل از شروع آزمون از صفر بودن ترانسفورماتور اطمینان باید شود. در این شرایط به آرامی ولتاژ را از صفر بالا برده می‌شود تا جریان نامی از اولیه عبور کند. دلیل انتخاب جریان نامی این است که مقادیر به دست آمده در نقطه کار ترانسفورماتور باشد. چونکه تلفات آهنی متناسب با مجذور ولتاژ ورودی است و در این آزمایش ولتاژ ورودی نسبت به ولتاژ نامی ناچیز است می‌توان از تلفات آهنی صرفه نظر کرد و نتیجه گرفت که در این آزمایش واتمتر تقریباً تلفات مسی سیم‌پیچ‌ها را نشان می‌دهد.